# Itakura Katsukiyo
Itakura Katsukiyo est un nom japonais traditionnel ; le nom de famille (ou le nom d'école), Itakura, précède donc le prénom (ou le nom d'artiste).
Itakura Katsukiyo (板倉 勝静, 14 février 1823 - 6 avril 1889) est un daimyo de la fin de l'époque d'Edo. Réputé pour sa qualité en tant que rōjū, Itakura devient plus tard prêtre shinto.

## Biographie
Né dans la famille Hisamatsu-Matsudaira du domaine de Kuwana, Katsukiyo est adopté par Itakura Katsutsune, daimyo du domaine de Matsuyama. Tandis qu'il est étudiant de Yamada Hōkoku, Itakura travaille à la réforme de l'administration et des finances de son domaine. 
Itakura intègre les rangs de la bureaucratie du shogunat. Il sert comme jisha-bugyō de 1857 à 1859 puis une nouvelle fois en 1861-1862. Il est nommé rōjū en 1862.
Itakura prend part à la guerre de Boshin, et sert comme officier d'état-major du Ōuetsu Reppan Dōmei. Ayant rejoint la république d'Ezo, il combat à Hakodate. Après un court séjour en prison, il est libéré au début des années 1870, et plus tard devient prêtre du Tōshōgu-jinja à Ueno.